# Parti national libéral et conservateur
Pour les articles homonymes, voir Parti national-libéral et Parti conservateur.
Le Parti national libéral et conservateur (National Liberal and Conservative Party) fut le nom adopté par le Parti conservateur du Canada en 1920 à la fin du gouvernement unioniste de Robert Borden.
Les Conservateurs, alors dirigés par Arthur Meighen, adoptèrent ce nom dans le but de maintenir de façon permanente la coalition créée à la suite de la Crise de la conscription de 1917. Cette coalition apparue lorsque certains Libéraux, en accord avec la politique de Borden, décidèrent de joindre son gouvernement en se nommant Libéral-unioniste, à l'inverse de ceux qui demeurèrent fidèle à Wilfrid Laurier et connus sous le nom de Libéraux de Laurier. Très peu de Libéraux demeurèrent avec les Conservateurs, dont plusieurs furent en désaccord avec l'idée. Ce fut le cas du député de Peterborough-Ouest John Hampden Burnham qui quitta le caucus du gouvernement pour siéger comme indépendant.
Le nom fut abandonné lors des élections de 1921.